# Szélescsőrű szapajoa
A szélescsőrű szapajoa (Sapayoa aenigma) a madarak osztályának verébalakúak (Passeriformes) rendjébe tartozó Sapayoidae család egyetlen faja.

## Előfordulása
Kolumbia, Ecuador és Panama területén honos.